# Поттувіл
Поттувіл або Потувіл (синг. පොතුවිල්, там. பொத்துவில்) — містечко в окрузі Ампара, Шрі-Ланка, розташований у східній частині острова. Знаходиться за 4 км на північ від популярного туристичного місця Аругам-Бей.
Поттувіл постраждав від землетрусу в Індійському океані 2004 року.
Населення міста, за даними перепису 2007 року, складало 33 625 осіб.